# Schansspringen op de Olympische Winterspelen 2010 - Landenwedstrijd
De Landenwedstrijd van het Schansspringen tijdens de Olympische Winterspelen 2010 in Vancouver (Canada) vond plaats op de grote schans van het Whistler Olympic Park. De wedstrijd vond plaats op maandag 22 februari, titelverdediger Oostenrijk prolongeerde zijn titel uit Turijn.

## Uitslag
| #      | Bib | Land/Namen                                                                           | 1e ronde afstand (m)    | 1e ronde punten               | 1e ronde plaats | 2e ronde afstand (m)    | 2e ronde punten               | 2e ronde plaats | Totaal punten |
| ------ | --- | ------------------------------------------------------------------------------------ | ----------------------- | ----------------------------- | --------------- | ----------------------- | ----------------------------- | --------------- | ------------- |
| Goud   | 12  | Oostenrijk Wolfgang Loitzl Andreas Kofler Thomas Morgenstern Gregor Schlierenzauer   | 138.0 132.0 135.5 140.5 | 547.3 140.4 126.1 135.9 144.9 | 1               | 138.5 142.0 135.0 146.5 | 560.6 141.8 138.6 135.0 145.2 | 1               | 1107.9        |
| Zilver | 11  | Duitsland Michael Neumayer Andreas Wank Martin Schmitt Michael Uhrmann               | 137.0 128.5 128.0 135.0 | 509.3 135.6 120.3 119.9 133.5 | 2               | 136.5 139.0 122.0 140.0 | 526.5 134.7 141.7 106.6 143.5 | 2               | 1035.8        |
| Brons  | 10  | Noorwegen Anders Bardal Tom Hilde Johan Remen Evensen Anders Jacobsen                | 128.0 127.5 131.5 138.0 | 504.0 118.4 118.5 126.7 140.4 | 3               | 127.0 139.0 129.5 140.5 | 526.3 117.1 141.7 122.1 145.4 | 3               | 1030.3        |
| 4      | 9   | Finland Matti Hautamäki Janne Happonen Kalle Keituri Harri Olli                      | 133.5 128.5 123.0 134.0 | 490.2 129.8 120.3 108.4 131.7 | 4               | 130.0 139.0 132.0 134.5 | 524.4 123.5 142.2 126.6 132.1 | 4               | 1014.6        |
| 5      | 6   | Japan Daiki Ito Taku Takeuchi Shohei Tochimoto Noriaki Kasai                         | 129.5 125.5 128.0 133.5 | 484.7 122.1 113.4 118.4 130.8 | 5               | 133.5 129.5 132.0 140.0 | 523.0 130.8 122.1 126.6 143.5 | 5               | 1007.7        |
| 6      | 8   | Polen Stefan Hula Łukasz Rutkowski Kamil Stoch Adam Małysz                           | 129.0 123.0 126.5 136.5 | 484.0 122.2 108.4 116.2 137.2 | 6               | 127.5 134.5 139.5       | 512.7 118.5 132.6 143.1       | 6               | 996.7         |
| 7      | 5   | Tsjechië Antonín Hájek Roman Koudelka Lukáš Hlava Jakub Janda                        | 129.0 131.0 125.0 128.0 | 477.4 121.2 124.3 112.5 119.4 | 7               | 135.0 135.5 126.0 129.0 | 504.4 134.0 134.4 114.3 121.7 | 7               | 981.8         |
| 8      | 7   | Slovenië Primoz Pikl Mitja Mežnar Peter Prevc Robert Kranjec                         | 124.0 126.5 132.0 129.0 | 472.2 109.2 114.7 127.1 121.2 | 8               | 119.5 131.0 127.5 139.0 | 486.6 102.1 124.3 118.0 142.2 | 8               | 958.8         |
| 9      | 3   | Frankrijk Vincent Descombes Sevoie David Lazzaroni Alexandre Mabboux Emmanuel Chedal | 125.0 108.5 127.5       | 419.8 111.0 112.0 78.8 118.0  | 9               |                         |                               | 09              | 419.8         |
| 10     | 4   | Rusland Pavel Karelin Denis Kornilov Ilja Rosliakov Dimitri Ipatov                   | 114.5 129.5 119.5 118.5 | 414.1 90.6 122.1 101.1 100.3  | 10              |                         |                               | 10              | 414.1         |
| 11     | 2   | Verenigde Staten Anders Johnson Peter Frenette Taylor Fletcher Nicholas Alexander    | 115.5 124.5 88.5 119.0  | 340.0 92.4 111.1 36.3 100.2   | 11              |                         |                               | 11              | 340.0         |
| 12     | 1   | Canada MacKenzie Boyd-Clowes Trevor Morrice Eric Mitchell Stefan Read                | 105.0 101.0 102.0 114.0 | 294.6 72.0 64.8 66.6 91.2     | 12              |                         |                               | 12              | 294.6         |